# Série 13 SNCB et 3000 CFL
Ne doit pas être confondu avec Type 13 SNCB.
La série 13 (ou T13) est une série de soixante locomotives électriques polytensions commandées en 1996 par la SNCB, à la suite de l'électrification sous 25 kV de plusieurs lignes belges. La commande fut effectuée auprès du groupe GEC Alstom, conjointement avec les CFL, qui demandèrent 20 locomotives du même type (désignées série 3000).

## Caractéristiques

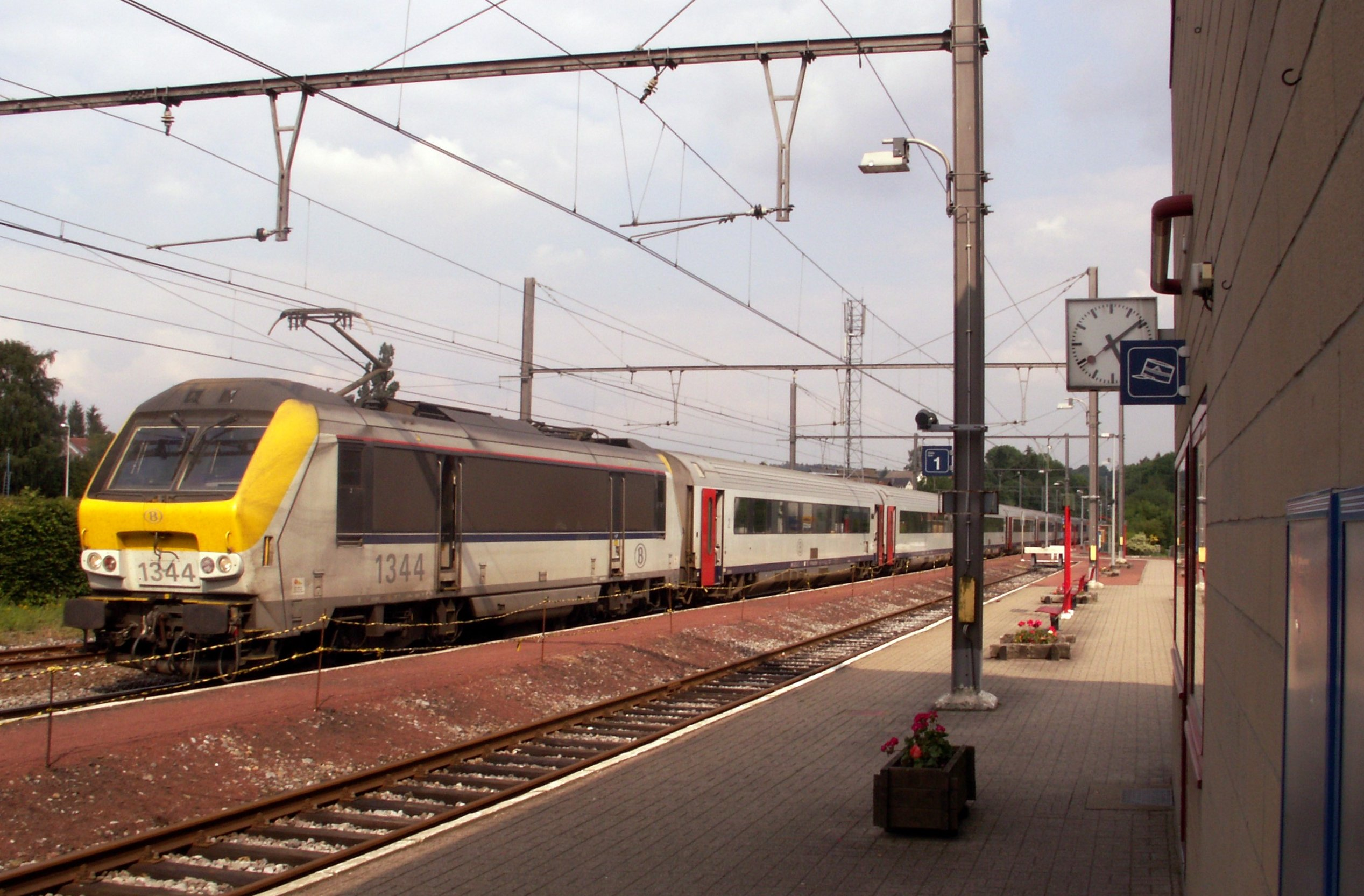
La locomotive 1344 en gare d'Eupen, tractant des voitures I11

Munies de l'équipement TBL 2, les locomotives de la série 13 sont les premières à circuler à 200 km/h en service intérieur belge (sur la ligne 2 entre Louvain et Ans). Depuis, ces locomotives ont également été équipées de l'ETCS, ce qui leur permet de continuer à circuler vers le Luxembourg.
Bien que le design de leurs cabines soient différentes, ces machines ont la même caisse que les BB 36000 de la SNCF dont elles dérivent.

## Utilisation

### Série 13 SNCB

#### Avant 2012
Dès leur livraison, les locomotives de la série 13 ont été utilisées pour tracter les trains de voyageurs sur les lignes Ostende-Eupen, Ostende-Anvers, Bruxelles-Luxembourg (L 161 et L 162) et Bruxelles-Maastricht.
En même temps, elles assuraient la traction  de convois de fret sur l'axe Athus-Meuse (L 165  et L 166), en pool avec les 3000 des CFL dans le cadre du corridor Sibelit ainsi que sur d'autres lignes de Belgique, du Luxembourg et du nord-est de la France.

#### Depuis 2012
Au début du XXIe siècle, la SNCB a commandé 120 locomotives formant la future Série 18 dont la livraison a débuté en 2009. Après une campagne de certification laborieuse, ces machines ont progressivement remplacé les séries 13 en trafic voyageur début 2012, avec pour conséquence le transfert de 13 locomotives de la série 13 vers B-Logistics (ex-B-Cargo, filiale marchandise de la SNCB) faisant monter le nombre de motrices de la série 13 au roulement marchandise à 45, en remplacement notamment des omniprésentes série 23 et  26 qui sont largement amorties. Il est dès lors probable que leur cycle d'entretien ne les autorisera plus à de grandes vitesses de pointe.
Les 15 locomotives restantes assurèrent les IC J et Internationaux de concert avec les 7 locomotives (2001 à 2007) de la série 20 aptes à circuler entre Arlon et Luxembourg. Il restait possible (mais extrêmement rare) qu'une 13 apparaisse sur les IC O ou IC A par manque et/ou à la suite d'une panne de machines de la série 18.
Les locomotives de la série 13 assurèrent les trains P 7006 Ostende-Schaerbeek et 8006 Schaerbeek-Ostende de juillet 2013 à fin 2014.
Elles ont encore circulé sur la ligne du Luxembourg, où elles remorquaient des rames de voitures M6 en alternance avec des automotrices AM96 et tractaient jusqu'à Luxembourg, les derniers internationaux vers la Suisse (composés de voitures suisses puis de voitures I6 et I10) jusqu'à la suppression de ces trains en 2016.
Les locomotives série 13 viennent de connaître un retour en grâce avec la ré-électrification de la Ligne 5 entre Luxembourg et Arlon qui interdit l'accès à tout matériel à courant continu (et donc de la plupart des AM96).
Avec l'horaire du 3 septembre 2018, elles assurent désormais
- 14 paires de trains IC (21XX) entre Bruxelles, Namur et Luxembourg (en semaine et le weekend)
- cinq paires de trains IC (46XX) entre Arlon et Luxembourg (en semaine)
- une dizaine de paires de trains IC (46XX) entre Arlon et Luxembourg (le weekend)
- quelques trains P entre Arlon et Luxembourg, Namur et Luxembourg ou Bruxelles et Luxembourg (uniquement en semaine)

En service fret, les T13 officient sur le corridor Sibelit notamment entre Anvers et Strasbourg-Port-du-Rhin. Des T13 sont aussi utilisées par Fret SNCF entre Woippy et Hausbergen.

### Série 3000 (CFL)

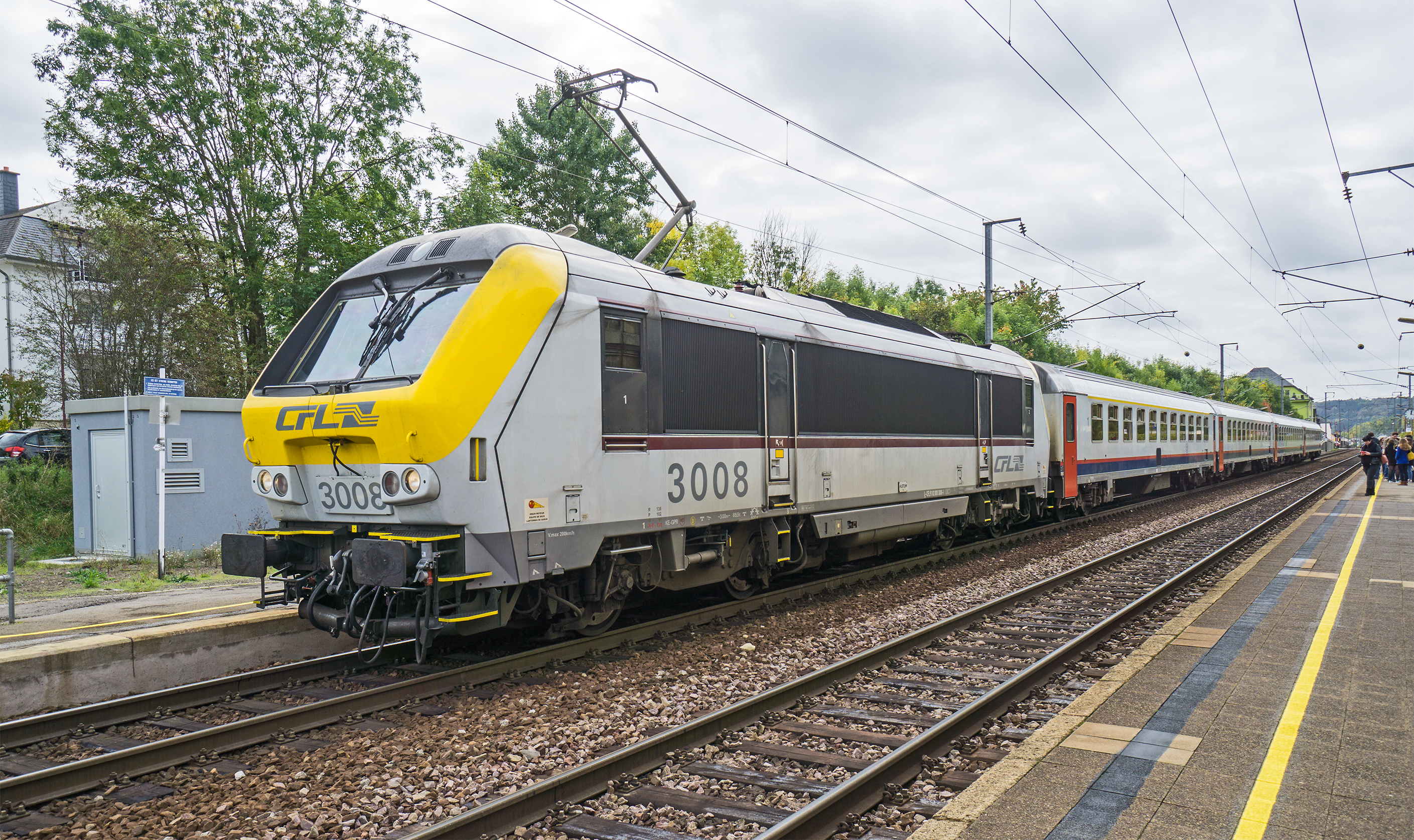
La locomotive 3008 assurant un IC Luxembourg - Troisvierges - Liers

Les séries 3000 ont été mises en service en trafic voyageurs sur l'axe Liers-Luxembourg (lignes 34, 37, 43 et 42 belges et ligne 1 luxembourgeoise).
En 2018, elles assurent toujours les trains Liers-Luxembourg (IC 1XX) composés de voitures I10.
Elles sont également utilisées avec des voitures CFL à deux étages, circulant fréquemment en réversibilité. Elles assurent notamment (ligne 162 (Infrabel) et Ligne 5 (CFL)) :
- neuf paires de trains RB (56XX et 57XX) entre Luxembourg et Kleinbettingen (en semaine et le weekend)
- 21 paires de trains RB (58XX) entre Luxembourg et Arlon (en semaine uniquement)
- quelques trains P et IC entre Luxembourg et Arlon

En 2021, les CFL mettent en vente sept machines devenues surnuméraires l'année précédente avec l'introduction des automotrices AM08 sur l'axe Liège-Luxembourg et sont principalement utilisées pour le fret (CFL Cargo et Sibelit).

## Modélisme
Cette machine a été reproduite avec différents matricules à l'échelle HO par la société LS Models, sous traitant la fabrication à l'entreprise chinoise Modern Gala

## Divers
- La 3001 des CFL a été victime d'un incendie le 19 janvier 2000 en gare de Kautenbach (train vers Luxembourg). La caisse a été mise à la ferraille en 2012 après avoir été débarrassée de toutes les pièces récupérables[4] ;
- La 1318 de la SNCB a été détruite le 11 mai 2012 dans l'accident de Godinne.